# بو کوردستان
بو کوردستان یا هه‌ژار بو کوردستان، یکی از دیوان اشعار به زبان کردی از عبدالرحمان شرفکندی مشهور به هژار شاعر، نویسنده و مترجم کرد است که در سال‌های مختلف توسط انتشاران مختلف به چاپ رسیده است.
کتاب «بو کوردستان»، در جدیدترین چاپ خود در سال ۱۳۹۳ با نوبت چاپ ۹ام در ۴۰۸ صفحه، توسط انتشارات پانیذ در تهران چاپ و انتشار یافته است. کامران جوهری پیوستی با عنوان فه‌رهه‌نگۆک (فرهنگ واژگان) به آن افزوده است.